# Таранушич, Виталий Андреевич
Виталий Андреевич Таранушич (30 января 1946, Новочеркасск, Ростовская область — 31 августа 2023, Новочеркасск, Ростовская область) — советский учёный-химик, профессор, ректор Новочеркасского политехнического института с 1988 по 1998 годы.

## Биография
Родился 30 января 1946 года в Новочеркасске.
После окончания средней школы поступил в Новочеркасский химико-технологический техникум, по окончании которого работал на Новочеркасском заводе синтетических продуктов, а затем на Невинномысском комбинате «Азот» техником-механиком (с 1965 по 1967 годы).
С 1967 по 1971 годы обучался на химико-технологическом факультете Новочеркасского политехнического института по специальности «Технология неорганических веществ». В 1971 году продолжил в институте работу в научной области. Будучи аспирантом (1971−1974), Таранушич сумел объединить около себя студентов, подключить к работе производственников Ростовского химического завода и в сжатые сроки подготовить и защитить кандидатскую диссертацию. На кафедре «Технология неорганических веществ» реально сформировалась и начала успешно работать научная лаборатория катализаторов и каталитических реакций.
Фактически Таранушич создал в ЮРГТУ (НПИ) научную школу. Защитил докторскую диссертацию в Ленинградском технологическом университете. Под его руководством подготовили и защитили кандидатские диссертации 20 аспирантов и соискателей. Он консультирует докторантов. Двое из них защитили докторские диссертации.
Был секретарём комитета комсомола НПИ и ректором института. Около 20 лет руководил специализированным советом по защите докторских диссертаций. Более 25 лет руководит кафедрой «Технология неорганических веществ». По решению Учёного Совета университета на кафедре открыто самостоятельное научное направление «Разработка теоретических основ синтеза новых химических соединений с заданными свойствами и способов их получения» (руководитель В. А. Таранушич).
Скончался 31 августа 2023 года в Новочеркасске.

## Заслуги
- Член-корреспондент РАЕН, член Международной академии наук высшей школы.
- Почётный работник высшего профессионального образования России.
- Награждён орденом «Знак Почета», заслуженный профессор ЮРГТУ (НПИ), Лауреат премии Н. Н. Зинина, имеет нагрудный знак «Золотой знак ЮРГПУ(НПИ)».[4]